# Melinnexis tentaculata
Melinnexis tentaculata är en ringmaskart som först beskrevs av Treadwell 1906.  Melinnexis tentaculata ingår i släktet Melinnexis och familjen Ampharetidae. Inga underarter finns listade i Catalogue of Life.